# زتاکیرا
زتاکیرا (انگلیسی: Zetaquirá) نام یک منطقه مسکونی در کلمبیا است.